# 밀양시의 국회의원

## 행정구역 변천
- 1945년 8월 15일 경상남도 밀양군
- 1989년 1월 1일 밀양군 밀양읍이 밀양시로 승격
- 1995년 1월 1일 밀양시와 밀양군을 통합하여 '밀양시' 설치

## 밀양시의 역대 국회의원 일람
| 대수         | 이름           | 소속정당   | 임기                             | 선거구역                                               | 개표결과 |
| ------------ | -------------- | ---------- | -------------------------------- | ------------------------------------------------------ | -------- |
| 제1대        | 이주형(李周衡) | 국민회     | 1948년 5월 31일~1950년 5월 30일  | 밀양군 갑: 밀양읍 부북면 상동면 산외면 산내면 단양면   | 보기     |
| 제1대        | 박해극(朴海克) | 무소속     | 1948년 5월 31일~1950년 5월 30일  | 밀양군 을: 삼랑진면 상남면 하남면 초동면 무안면 청도면 | 보기     |
| 제2대        | 최성웅(崔成雄) | 대한청년단 | 1950년 5월 31일~1954년 5월 30일  | 밀양군 갑: 밀양읍 부북면 상동면 산외면 산내면 단장면   |          |
| 제2대        | 김형덕(金亨德) | 무소속     | 1950년 5월 31일~1954년 5월 30일  | 밀양군 을: 삼랑진면 상남면 하남면 초동면 무안면 청도면 |          |
| 제3대        | 김형덕(金亨德) | 자유당     | 1954년 5월 31일~1958년 5월 30일  | 밀양군 갑: 밀양읍 부북면 상동면 산외면 산내면 단장면   |          |
| 제3대        | 조만종(曺萬鍾) | 자유당     | 1954년 5월 31일~1958년 5월 30일  | 밀양군 을: 삼랑진면 상남면 하남면 초동면 무안면 청도면 |          |
| 제4대        | 박창화(朴昌華) | 민주당     | 1958년 5월 31일~1960년 7월 28일  | 밀양군 갑: 밀양읍 부북면 상동면 산외면 산내면 단장면   |          |
| 제4대        | 김정환(金正煥) | 민주당     | 1958년 5월 31일~1960년 7월 28일  | 밀양군 을: 삼랑진면 상남면 하남면 초동면 무안면 청도면 |          |
| 제5대 민의원 | 백남훈(白南薰) | 민주당     | 1960년 7월 29일~1961년 5월 16일  | 밀양군 갑: 밀양읍 부북면 상동면 산외면 산내면 단장면   |          |
| 제5대 민의원 | 박권희(朴權熙) | 사회대중당 | 1960년 7월 29일~1961년 5월 16일  | 밀양군 을: 삼랑진면 상남면 하남면 초동면 무안면 청도면 |          |
| 제6대        | 이재만(李在晩) | 민주공화당 | 1963년 12월 17일~1967년 6월 30일 | 밀양군 일원                                            |          |
| 제7대        | 공정식(孔正植) | 민주공화당 | 1967년 7월 1일~1971년 6월 30일   | 밀양군 일원                                            |          |
| 제8대        | 박일(朴一)     | 신민당     | 1971년 7월 1일~1972년 10월 17일  | 밀양군 일원                                            |          |
| 제9대        | 박일(朴一)     | 신민당     | 1973년 3월 12일~1979년 3월 11일  | 창녕군·밀양군 일원(제6선거구)                          |          |
| 제9대        | 성낙현(成樂絃) | 민주공화당 | 1973년 3월 12일~1979년 3월 11일  | 창녕군·밀양군 일원(제6선거구)                          |          |
| 제10대       | 박일(朴一)     | 신민당     | 1979년 3월 12일~1980년 10월 27일 | 창녕군·밀양군 일원(제6선거구)                          |          |
| 제10대       | 하대돈(河大敦) | 민주공화당 | 1979년 3월 12일~1980년 10월 27일 | 창녕군·밀양군 일원(제6선거구)                          |          |
| 제11대       | 신상식(申相式) | 민주정의당 | 1981년 4월 11일~1985년 4월 10일  | 밀양군·창녕군 일원                                     |          |
| 제11대       | 노태극(盧泰克) | 무소속     | 1981년 4월 11일~1985년 4월 10일  | 밀양군·창녕군 일원                                     |          |
| 제12대       | 신상식(申相式) | 민주정의당 | 1985년 4월 11일~1988년 5월 29일  | 밀양군·창녕군 일원                                     |          |
| 제12대       | 박일(朴一)     | 민주한국당 | 1985년 4월 11일~1988년 5월 29일  | 밀양군·창녕군 일원                                     |          |
| 제13대       | 신상식(申相式) | 민주정의당 | 1988년 5월 30일~1992년 5월 29일  | 밀양군 일원                                            |          |
| 제14대       | 신상식(申相式) | 민주자유당 | 1992년 5월 30일~1996년 5월 29일  | 밀양시·밀양군 일원                                     |          |
| 제15대       | 김용갑(金容甲) | 무소속     | 1996년 5월 30일~2000년 5월 29일  | 밀양시 일원                                            |          |
| 제16대       | 김용갑(金容甲) | 한나라당   | 2000년 5월 30일~2004년 5월 29일  | 밀양시·창녕군 일원                                     |          |
| 제17대       | 김용갑(金容甲) | 한나라당   | 2004년 5월 30일~2008년 5월 29일  | 밀양시·창녕군 일원                                     |          |
| 제18대       | 조해진(趙海珍) | 한나라당   | 2008년 5월 30일~2012년 5월 29일  | 밀양시·창녕군 일원                                     |          |
| 제19대       | 조해진(趙海珍) | 새누리당   | 2012년 5월 30일~2016년 5월 29일  | 밀양시·창녕군 일원                                     |          |
| 제20대       | 엄용수(嚴龍洙) | 새누리당   | 2016년 5월 30일~2019년 11월 15일 | 밀양시·의령군·함안군·창녕군 일원                       |          |
| 제21대       | 조해진(趙海珍) | 미래통합당 | 2020년 5월 30일~2024년 5월 29일  | 밀양시·의령군·함안군·창녕군 일원                       |          |
| 제22대       | 박상웅(朴相雄) | 국민의힘   | 2024년 5월 30일~                 | 밀양시·의령군·함안군·창녕군 일원                       |          |

## 같이 보기
- 밀양시장
- 의령군의 국회의원
- 창녕군의 국회의원
- 함안군의 국회의원
- 밀양시·창녕군
- 밀양시·의령군·함안군·창녕군